# Калимуллин, Максим Флюрович
Макси́м Флю́рович Калиму́ллин (род. 22 мая 1984, Октябрьский, Башкирская АССР) — российский спидвейный гонщик. Вице-чемпион России в командном зачёте, обладатель Кубка, серебряный и бронзовый призёр Кубка России по спидвею среди пар, обладатель личного Кубка России. Мастер спорта России.

## Клубная карьера
Родился в 1984 г. в семье известного башкирского мотогонщика Флюра Калимуллина, вице-чемпиона России 1992 г. Спидвеем занялся в 1994 г. Первые профессиональные гонки провёл в 2000 г., представляя Октябрьский, однако в 2001—2002 гг. выступал за СК «Салават». В 2003 г. вернулся в «Лукойл», в составе которого дважды выиграл юниорское командное первенство, а также Кубок России среди пар (вместе с Денисом Гизатуллиным и Маратом Гатиятовым) и личный Кубок России (Кубок мотофедерации России). В 2007 г. перешёл в балаковскую «Турбину», где на тот момент выступал и его отец.
С 2008 г. прекратил профессиональные выступления, однако в 2013 г. принял участие в Мемориале Анатолия Степанова, организованном в формате ветеранской встречи «Мега-Лада» — «Лукойл».

### Среднезаездный результат
| Лига        | 2001          | 2002          | 2003         | 2004         | 2005         | 2006         | 2007          |
| ----------- | ------------- | ------------- | ------------ | ------------ | ------------ | ------------ | ------------- |
| Флаг России | 1,049 Салават | 0,826 Салават | 1,694 Лукойл | 1,939 Лукойл | 2,515 Лукойл | 1,836 Лукойл | 1,667 Турбина |

## Достижения
| - Чемпионат России по спидвею среди юниоров до 21 года: в личном зачёте — 2 место (2004), 3 место (2005) в командном зачёте — 1 место (2003, 2004) - Чемпионат России по спидвею в командном зачёте — 2 место (2003, 2004, 2005, 2006, 2007) в парном зачёте — 1 место (2006), 2 место (2004), 3 место (2003) | На международных соревнованиях Юниорские соревнования ЛЧЕЮ — 15 место (2003) ЛЧМЮ — 6 место в ¼ финала (2004), 14 место в ½ финала (2005) Прочие соревнования Кубок МФР — 1 место (2004, 2006, личные). |  |